# Wintel
Wintel — публіцистичний термін, гра слів «Windows» і «Intel», що позначає персональний комп'ютер, який використовує центральний процесор з x86-сумісною мікроархітектурою і операційну систему сімейства Microsoft Windows. Термін «Wintel» використовується в основному для опису монополістичних дій, вживаних компаніями Microsoft та Intel для досягнення домінування на ринку.

## Кінець домінування
Твердження про те, що ера Wintel наближається до завершення або навіть закінчилася, неодноразово надавалися та подаються багатьма авторитетними виданнями та ресурсами.
Наприкінці 1998 року на CNET було опубліковано статтю «Wintel: End of the road?», у якій стверджувалося про швидкий занепад Wintel.
Наприкінці 2006 року про це заявив The Inquirer, у статті наводилися твердження, що зміцнення позицій AMD на ринку центральних процесорів, подальше посилення позицій Linux, але найважливіше - перехід Apple на процесори Intel (унаслідок чого Mac OS X зможе працювати на IBM PC і стане конкурентом Windows) призведуть до неминучого та швидкого завершення ери Wintel.
В конце июля 2010 года статью о конце Wintel опубликовал The Economist. Согласно статье, Microsoft и Intel «пошли своими дорогами», а новые электронные изделия и концепции работы в сети, такие как смартфоны, планшеты, неттопы и нетбуки, их взаимодействие через Интернет друг с другом и с облачными службами коренным образом уменьшают роль персональных компьютеров и, как следствие, Wintel.
В начале июня 2011 года Джонни Ши (англ. Jonney Shih), глава компании ASUSTeK Computer, заявил о том, что эра Wintel уже закончилась, и теперь ни один производитель процессоров или операционных систем не сможет доминировать на рынке ПК, планшетов или сотовых телефонов, как это было ранее.
21 октября 2011 года PC Pro опубликовал большую статью, в которой детально аргументировал конец эры Wintel.

## Сучасне використання терміна
Нині поширений термін «Wintel — планшет», під яким мається на увазі планшетний комп'ютер, побудований на базі процесора x86 з попередньо встановленою операційною системою Windows.
Після початку портування Windows на ARM-архітектуру, що довгі роки здавалося немислимим, виник термін Winarm.

## Інші значення
WinTel також є найменуванням програмного продукту, який є віртуальною машиною, що дає змогу встановити та запустити ОС Windows на Mac OS X.